# David Shankle
David Shankle var gitarrist i det amerikanska hårdrocksbandet Manowar mellan 1989 och 1993. Det enda albumet han medverkade på var The Triumph of Steel från 1992. Nuförtiden spelar han i sitt eget band, David Shankle Group.

## Diskografi
Studioalbum med Manowar
- 1992 – The Triumph of Steel

Studioalbum med David Shankle Group
- 2003 – Ashes to Ashes
- 2007 – Hellborn
- 2015 – Still a Warrior